# Ясевичи (Брестская область)
Ясевичи (бел. Ясевічы) — деревня в Берёзовском районе Брестской области Белоруссии. Входит в состав Селецкого сельсовета.

## География
Деревня находится в центральной части Брестской области, при автодороге Н-116, на расстоянии приблизительно 13 километров (по прямой) к северо-западу от города Берёза, административного центра района. Абсолютная высота — 158 метров над уровнем моря. Площадь населённого пункта — 0,304 км².

## История
По состоянию на 1905 год, в Ясевичах проживало 239 человек. В административном отношении деревня входила в состав Селецкой волости Пружанского уезда Гродненской губернии.
Согласно Рижскому мирному договору (1921), деревня вошла в состав межвоенной Польши. Входила в состав гмины Селец Пружанского повета Полесского воеводства Польши. В 1921 году числился 81 житель, проживавших в 54 домах. В этническом составе населения того периода белорусы составляли 83 %, евреи — 17 %. В конфессиональном составе населения преобладали православные христиане (83 %) и иудеи (17 %).
С 1939 года в БССР.

## Население
По данным переписи 2019 года, в деревне проживало 6 человек.
| Год  | Население, человек |
| ---- | ------------------ |
| 1905 | 239                |
| 1921 | ↘ 81               |
| 2009 | ↘ 20               |
| 2019 | ↘ 6                |